# 小麦色のマーメイド
「小麦色のマーメイド」（こむぎいろのマーメイド）は、1982年7月21日にCBS・ソニーからリリースされた松田聖子の10枚目のシングル。規格品番：07SH 1188（EP盤）。2004年には紙ジャケット仕様の完全生産限定盤12cmCDとして再びリリースされている。

## 制作
「小麦色のマーメイド」に関して、出来上がった曲を聴いたプロデューサー・若松宗雄は、サビのメロディーにもっと広がりが欲しいと注文したが、それぞれ作曲、編曲を手がけた呉田軽穂と松任谷正隆は、このままで行きたいと主張した。結局、松任谷サイドの意見が採用されたが、結果的に大人っぽい楽曲に仕上がり成功したと若松は後に語っている。
歌唱時の振付として、″WINK WINK WINK″と繰り返すブリッジ部分の歌詞に倣い、3回目の″WINK″に合わせてカメラに向かってウィンクをすることがある。
歌詞中の″裸足のマーメイド″について、「足がないはずの人魚が″裸足″とはどういうことか」という質問が多く寄せられた。作詞の松本はこれに対するメッセージを『ザ・ベストテン』（TBS）に寄せ、「ビートルズの曲に『第八の日』という実際に存在しない曜日のことを歌ったものがある。それと同じように、実際には人魚は存在しないけれど、歌は存在しないものを歌うこともある。歌の中の彼女は、自分が人魚みたいだとイメージしているのだ」という趣旨の返答をしている。
『ザ・トップテン』（日本テレビ）では、飛行機に乗る直前に出演することとなり、中継先の大阪国際空港にて日本航空のカウンター前で歌ったことがある。

## 収録曲
全作詞：松本隆／作曲：呉田軽穂(松任谷由実)／編曲：松任谷正隆
1. 小麦色のマーメイド（3:36）
2. マドラス・チェックの恋人（3:26）
  - 2007年暮れのカウントダウン・ライヴ『SEIKO MATSUDA COUNT DOWN LIVE PARTY 2007-2008』で披露された。2008年3月26日にDVD商品化。

## カバー
- 小麦色のマーメイド
  - Catte Adams（1991年、アルバム『ROMANTIQUE』収録）　
  - 土岐麻子（2008年、アルバム『Summerin'』収録）
  - 原田知世（2020年、アルバム『恋愛小説3 〜You & Me』収録）

## 関連作品
- 小麦色のマーメイド　
  - オリジナル・アルバム未収録
  - 金色のリボン
  - Seiko・plaza
  - Seiko-Train
  - Seiko Box
  - Seiko Monument
  - Bible II
  - Complete Bible
  - Seiko Matsuda 1980-1995
  - Seaside 〜Summer Tales〜
  - SEIKO SUITE
  - Premium Diamond Bible
  - Diamond Bible
  - SEIKO STORY〜80's HITS COLLECTION〜
  - Seiko Matsuda Hit Collection Vol.1
  - We Love SEIKO -35th Anniversary 松田聖子究極オールタイムベスト50Songs-
  - Seiko Matsuda Sweet Days
- マドラス・チェックの恋人　
  - Touch Me, Seiko
  - Seiko-Train　※CD盤のみ
  - Complete Bible
  - SEIKO SUITE
  - Premium Diamond Bible
  - Seiko Matsuda Sweet Days
  - Seiko Matsuda 40th Anniversary Bible -blooming pink-